# Giải vô địch bóng đá trong nhà châu Á 2020
Giải vô địch bóng đá trong nhà châu Á 2020 (tiếng Anh: 2020 AFC Futsal Championship) là Giải vô địch bóng đá trong nhà châu Á  lần thứ 16, được tổ chức 2 năm/lần bởi Liên đoàn bóng đá châu Á (AFC) cho các đội tuyển quốc gia nam của châu Á. Giải sẽ diễn ra ở Turkmenistan từ ngày 5 tháng 8 đến ngày 16 tháng 8 năm 2020. Tổng cộng sẽ có 16 đội tuyển tham gia. Tương tự như các phiên bản trước được tổ chức trong cùng năm với Giải vô địch bóng đá trong nhà thế giới, giải đấu này đồng thời là vòng loại châu Á cho World Cup. Năm đội bóng hàng đầu của giải đấu đủ điều kiện tham dự FIFA Futsal World Cup 2020 tại Litva với tư cách là đại diện của AFC. Tuy nhiên, theo cuộc họp của AFC vào ngày 3 tháng 2 năm 2020, giải đấu bị hoãn do đại dịch Covid-19. Sau đó, giải đấu bị hủy vào ngày 25 tháng 1 năm 2021 vì đại dịch Covid-19 diễn biến phức tạp.
Iran hiện là đương kim vô địch của giải. Đây đáng lẽ ra cũng là giải đấu cuối cùng mang tên AFC Futsal Championship (Giải vô địch bóng đá trong nhà châu Á) trước khi đổi tên thành AFC Futsal Asian Cup (Cúp bóng đá trong nhà châu Á).

## Lựa chọn chủ nhà
Các quốc gia sau đây đã bày tỏ sự quan tâm đến việc tổ chức giải đấu:
- Kuwait (Thành phố Kuwait)
- Jordan (Amman)
- Nhật Bản (Nagoya)
- Turkmenistan (Ashgabat)
- Indonesia (Jakarta)

Vào mùa xuân năm 2019, Turkmenistan đã được chọn làm chủ nhà và các trận đấu sẽ được diễn ra tại Ashgabat.

## Vòng loại

### Các đội đủ điều kiện
16 đội sau đủ điều kiện cho vòng chung kết của giải đấu.
| Đội          | Tư cách vòng loại                                      | Tham dự | Thành tích tốt nhất                                                              |
| ------------ | ------------------------------------------------------ | ------- | -------------------------------------------------------------------------------- |
| Turkmenistan | Chủ nhà                                                | 7 lần   | Vòng bảng (2005, 2006, 2007, 2008, 2010, 2012)                                   |
| Thái Lan     | Vô địch giải vô địch bóng đá trong nhà Đông Nam Á 2019 | 16 lần  | Á quân (2008, 2012)                                                              |
| Indonesia    | Á quân giải vô địch bóng đá trong nhà Đông Nam Á 2019  | 10 lần  | Vòng bảng (2002, 2003, 2004, 2005, 2006, 2008, 2010, 2012, 2014)                 |
| Việt Nam     | Hạng ba giải vô địch bóng đá trong nhà Đông Nam Á 2019 | 6 lần   | Hạng tư (2016)                                                                   |
| Uzbekistan   | Nhất bảng A (khu vực Nam và Trung)                     | 16 lần  | Á quân (2001, 2006, 2010, 2016)                                                  |
| Tajikistan   | Nhì bảng A (Khu vực Nam và Trung)                      | 11 lần  | Tứ kết (2007)                                                                    |
| Iran         | Nhất bảng B (khu vực Nam và Trung)                     | 16 lần  | Vô địch (1999, 2000, 2001, 2002, 2003, 2004, 2005, 2007, 2008, 2010, 2016, 2018) |
| Kyrgyzstan   | Nhì bảng B (khu vực Nam và Trung)                      | 16 lần  | Bán kết (2005), Hạng 4 (2006, 2007)                                              |
| Trung Quốc   | Nhất bảng A (khu vực Đông)                             | 13 lần  | Hạng tư (2008, 2010)                                                             |
| Nhật Bản     | Nhất bảng B (khu vực Đông)                             | 16 lần  | Vô địch (2006, 2012, 2014)                                                       |
| Hàn Quốc     | Thắng play-off(khu vực Đông)                           | 14 lần  | Á quân (1999)                                                                    |
| Kuwait       | Nhất bảng A (khu vực Tây)                              | 12 lần  | Hạng 4 (2003, 2014)                                                              |
| Bahrain      | Nhì bảng A(khu vực Tây)                                | 3 lần   | Tứ kết (2018)                                                                    |
| Liban        | Nhất bảng B (khu vực Tây)                              | 12 lần  | Tứ kết (2004, 2007, 2008, 2010, 2012, 2014, 2018)                                |
| Ả Rập Xê Út  | Nhì bảng B (khu vực Tây)                               | 2 lần   | Vòng bảng (2016)                                                                 |
| Oman         | Thắng play-off (khu vực Tây)                           | 1 lần   | Lần đầu                                                                          |

## Địa điểm
| Ashgabat           | Ashgabat          |
| ------------------ | ----------------- |
| Martial Arts Arena | Main Indoor Arena |
| Sức chứa: 15,000   | Sức chứa: 5,000   |

## Danh sách cầu thủ
Mỗi đội phải có một đội gồm 14 cầu thủ, trong đó có tối thiểu hai thủ môn..

## Bốc thăm
| Nhóm 1                                                      | Nhóm 2                                      | Nhóm 3                                                | Nhóm 4                                                  |
| ----------------------------------------------------------- | ------------------------------------------- | ----------------------------------------------------- | ------------------------------------------------------- |
| 1. Turkmenistan (Chủ nhà) 2. Iran 3. Nhật Bản 4. Uzbekistan | 1. Liban 2. Thái Lan 3. Việt Nam 4. Bahrain | 1. Kyrgyzstan 2. Tajikistan 3. Trung Quốc 4. Hàn Quốc | 1. Ả Rập Xê Út 2. Indonesia 3. Kuwait (NR) 4. Oman (NR) |

## Vòng bảng
Hai đội đứng đầu mỗi bảng đấu sẽ lọt vào vòng đấu loại trực tiếp.
| Ngày đấu   | Các ngày              | Càc trận đấu |
| ---------- | --------------------- | ------------ |
| Ngày đấu 1 | 5–6 tháng 8 năm 2020  | 1 v 4, 2 v 3 |
| Ngày đấu 2 | 7–8 tháng 8 năm 2020  | 4 v 2, 3 v 1 |
| Ngày đấu 3 | 9–10 tháng 8 năm 2020 | 1 v 2, 3 v 4 |

### Bảng A
| VT | Đội          | ST | T | H | B | BT | BB | HS | Đ | Giành quyền tham dự     |
| -- | ------------ | -- | - | - | - | -- | -- | -- | - | ----------------------- |
| 1  | Turkmenistan | 0  | 0 | 0 | 0 | 0  | 0  | 0  | 0 | Vòng đấu loại trực tiếp |
| 2  | Việt Nam     | 0  | 0 | 0 | 0 | 0  | 0  | 0  | 0 | Vòng đấu loại trực tiếp |
| 3  | Tajikistan   | 0  | 0 | 0 | 0 | 0  | 0  | 0  | 0 |                         |
| 4  | Oman         | 0  | 0 | 0 | 0 | 0  | 0  | 0  | 0 |                         |

| Việt Nam | Bị hủy bỏ | Tajikistan |
| -------- | --------- | ---------- |
|          |           |            |

| Turkmenistan | Bị hủy bỏ | Oman |
| ------------ | --------- | ---- |
|              |           |      |

| Oman | Bị hủy bỏ | Việt Nam |
| ---- | --------- | -------- |
|      |           |          |

| Tajikistan | Bị hủy bỏ | Turkmenistan |
| ---------- | --------- | ------------ |
|            |           |              |

### Bảng B
| VT | Đội        | ST | T | H | B | BT | BB | HS | Đ | Giành quyền tham dự     |
| -- | ---------- | -- | - | - | - | -- | -- | -- | - | ----------------------- |
| 1  | Nhật Bản   | 0  | 0 | 0 | 0 | 0  | 0  | 0  | 0 | Vòng đấu loại trực tiếp |
| 2  | Liban      | 0  | 0 | 0 | 0 | 0  | 0  | 0  | 0 | Vòng đấu loại trực tiếp |
| 3  | Kyrgyzstan | 0  | 0 | 0 | 0 | 0  | 0  | 0  | 0 |                         |
| 4  | Kuwait     | 0  | 0 | 0 | 0 | 0  | 0  | 0  | 0 |                         |

| Liban | Bị hủy bỏ | Kyrgyzstan |
| ----- | --------- | ---------- |
|       |           |            |

| Nhật Bản | Bị hủy bỏ | Kuwait |
| -------- | --------- | ------ |
|          |           |        |

| Kuwait | Bị hủy bỏ | Liban |
| ------ | --------- | ----- |
|        |           |       |

| Kyrgyzstan | Bị hủy bỏ | Nhật Bản |
| ---------- | --------- | -------- |
|            |           |          |

### Bảng C
| VT | Đội        | ST | T | H | B | BT | BB | HS | Đ | Giành quyền tham dự     |
| -- | ---------- | -- | - | - | - | -- | -- | -- | - | ----------------------- |
| 1  | Uzbekistan | 0  | 0 | 0 | 0 | 0  | 0  | 0  | 0 | Vòng đấu loại trực tiếp |
| 2  | Bahrain    | 0  | 0 | 0 | 0 | 0  | 0  | 0  | 0 | Vòng đấu loại trực tiếp |
| 3  | Trung Quốc | 0  | 0 | 0 | 0 | 0  | 0  | 0  | 0 |                         |
| 4  | Indonesia  | 0  | 0 | 0 | 0 | 0  | 0  | 0  | 0 |                         |

| Bahrain | Bị hủy bỏ | Trung Quốc |
| ------- | --------- | ---------- |
|         |           |            |

| Uzbekistan | Bị hủy bỏ | Indonesia |
| ---------- | --------- | --------- |
|            |           |           |

| Indonesia | Bị hủy bỏ | Bahrain |
| --------- | --------- | ------- |
|           |           |         |

| Trung Quốc | Bị hủy bỏ | Uzbekistan |
| ---------- | --------- | ---------- |
|            |           |            |

### Bảng D
| VT | Đội         | ST | T | H | B | BT | BB | HS | Đ | Giành quyền tham dự     |
| -- | ----------- | -- | - | - | - | -- | -- | -- | - | ----------------------- |
| 1  | Iran        | 0  | 0 | 0 | 0 | 0  | 0  | 0  | 0 | Vòng đấu loại trực tiếp |
| 2  | Thái Lan    | 0  | 0 | 0 | 0 | 0  | 0  | 0  | 0 | Vòng đấu loại trực tiếp |
| 3  | Hàn Quốc    | 0  | 0 | 0 | 0 | 0  | 0  | 0  | 0 |                         |
| 4  | Ả Rập Xê Út | 0  | 0 | 0 | 0 | 0  | 0  | 0  | 0 |                         |

| Thái Lan | Bị hủy bỏ | Hàn Quốc |
| -------- | --------- | -------- |
|          |           |          |

| Iran | Bị hủy bỏ | Ả Rập Xê Út |
| ---- | --------- | ----------- |
|      |           |             |

| Ả Rập Xê Út | Bị hủy bỏ | Thái Lan |
| ----------- | --------- | -------- |
|             |           |          |

| Hàn Quốc | Bị hủy bỏ | Iran |
| -------- | --------- | ---- |
|          |           |      |

## Đấu loại trực tiếp
Ở vòng đấu loại trực tiếp, hiệp phụ và sút phạt luân lưu được sử dụng để quyết định đội chiến thắng nếu cần thiết (tranh hạng ba thì hiệp phụ không được sử dụng).

### Sơ đồ
|  | Trận tranh hạng 5 | Trận tranh hạng 5 | Trận tranh hạng 5 |  |  | Play-off hạng 5–8 | Play-off hạng 5–8 | Play-off hạng 5–8 |  |    | Tứ kết | Tứ kết | Tứ kết |  |  | Bán kết | Bán kết | Bán kết |  |                   | Chung kết         | Chung kết         | Chung kết |
|  |                   |                   |                   |  |  |                   |                   |                   |  |    |        |        |        |  |  |         |         |         |  |                   |                   |                   |           |
|  |                   |                   |                   |  |  |                   |                   |                   |  |    | A1     |        |        |  |  |         |         |         |  |                   |                   |                   |           |
|  |                   |                   |                   |  |  |                   |                   |                   |  |    | B2     |        |        |  |  |         |         |         |  |                   |                   |                   |           |
|  |                   |                   |                   |  |  |                   |                   |                   |  |    |        |        |        |  |  |         |         |         |  |                   |                   |                   |           |
|  |                   |                   |                   |  |  |                   |                   |                   |  |    |        |        |        |  |  |         |         |         |  |                   |                   |                   |           |
|  |                   |                   |                   |  |  |                   |                   |                   |  | C1 |        |        |        |  |  |         |         |         |  |                   |                   |                   |           |
|  |                   |                   |                   |  |  |                   |                   |                   |  |    | D2     |        |        |  |  |         |         |         |  |                   |                   |                   |           |
|  |                   |                   |                   |  |  |                   |                   |                   |  |    |        |        |        |  |  |         |         |         |  |                   |                   |                   |           |
|  |                   |                   |                   |  |  |                   |                   |                   |  |    |        |        |        |  |  |         |         |         |  |                   |                   |                   |           |
|  |                   |                   |                   |  |  |                   |                   |                   |  |    | B1     |        |        |  |  |         |         |         |  |                   |                   |                   |           |
|  |                   |                   |                   |  |  |                   |                   |                   |  |    | A2     |        |        |  |  |         |         |         |  |                   |                   |                   |           |
|  |                   |                   |                   |  |  |                   |                   |                   |  |    |        |        |        |  |  |         |         |         |  |                   |                   |                   |           |
|  | Trận tranh hạng 7 | Trận tranh hạng 7 | Trận tranh hạng 7 |  |  |                   |                   |                   |  |    |        |        |        |  |  |         |         |         |  | Trận tranh hạng 3 | Trận tranh hạng 3 | Trận tranh hạng 3 |           |
|  |                   |                   | N/A               |  |  |                   |                   |                   |  |    | D1     |        |        |  |  |         |         |         |  |                   |                   |                   |           |
|  |                   |                   | N/A               |  |  |                   |                   |                   |  |    | C2     |        |        |  |  |         |         |         |  |                   |                   |                   |           |

### Tứ kết
Các đội giành chiến thắng tại vòng tứ kết đủ điều kiện góp mặt tại giải vô địch bóng đá trong nhà thế giới 2020, trong khi chiếc vé thứ năm được quyết định thông qua vòng play-off.
|  | Bị hủy bỏ |  |
|  | --------- |  |
|  |           |  |

|  | Bị hủy bỏ |  |
|  | --------- |  |
|  |           |  |

|  | Bị hủy bỏ |  |
|  | --------- |  |
|  |           |  |

|  | Bị hủy bỏ |  |
|  | --------- |  |
|  |           |  |

### Tranh hạng 5
|  | Bị hủy bỏ |  |
|  | --------- |  |
|  |           |  |

|  | Bị hủy bỏ |  |
|  | --------- |  |
|  |           |  |

### Bán kết
|  | Bị hủy bỏ |  |
|  | --------- |  |
|  |           |  |

|  | Bị hủy bỏ |  |
|  | --------- |  |
|  |           |  |

### Tranh hạng 3
|  | Bị hủy bỏ |  |
|  | --------- |  |
|  |           |  |

### Chung kết
|  | Bị hủy bỏ |  |
|  | --------- |  |
|  |           |  |

## Giải thưởng
- Chơi Có Giá Trị Nhất:
- Đầu Ghi Bàn:

## Xếp hạng cuối cùng

### Đủ điều kiện cho đội thay đổi gần đây
Sau năm đội sẽ đề cử bởi AFC đủ điều kiện cho năm 2020 do huỷ giải đấu này.
| Đội | Đủ điều kiện trên | Lần xuất hiện trước |
| --- | ----------------- | ------------------- |
| TBD | Tháng ba năm 2020 |                     |
| TBD | Tháng ba năm 2020 |                     |
| TBD | Tháng ba năm 2020 |                     |
| TBD | Tháng ba năm 2020 |                     |
| TBD | Tháng ba năm 2020 |                     |